# Giacomo Nicotera
Giacomo Nicotera (Trieste, 15 luglio 1996) è un rugbista a 15 italiano, tallonatore dello Stade Français.

## Biografia
Cresciuto nel Venjulia Trieste, con cui si aggiudicò nel 2012 il campionato regionale U-16, fu poi alle giovanili del Mogliano, club con cui si laureò campione d'Italia U-18 e debuttò in Eccellenza.
Dopo tre anni a Mogliano, durante i quali si trasformò da terza linea a tallonatore, giunse il trasferimento per una stagione a San Donà e, a seguire, il passaggio a Rovigo; con il club del Polesine si aggiudicò la Coppa Italia nel 2020 e lo scudetto nel 2021, divenendo anche, dalla stagione 2020-21, un permit player del Benetton in Pro14.
Senza avere mai effettuato la trafila delle nazionali giovanili, nel novembre 2021 fu schierato a Madrid con l'Italia A contro la Spagna e, pochi mesi più tardi, giunse anche il debutto in nazionale maggiore contro la Scozia nel Sei Nazioni 2022.
A Bucarest, durante il tour estivo 2022, è giunta anche la prima meta internazionale, marcata nel corso della vittoria 45-13 sulla Romania.

## Palmarès
- Campionati italiani: 1
Rovigo: 2020-21
- Coppe Italia: 1
Rovigo: 2019-20